# Họ Nham mân khôi
Họ Nham mân khôi hay họ Hoa hồng đá (danh pháp khoa học: Cistaceae), là một họ nhỏ trong thực vật có hoa, được biết đến vì các cây bụi khá đẹp của chúng, phần lớn được phủ đầy hoa vào thời gian ra hoa. Họ này bao gồm khoảng 170-200 loài trong 8 chi, phân bố chủ yếu trong khu vực ôn đới của châu Âu và ven Địa Trung Hải, nhưng cũng có ở Bắc Mỹ; ngoài ra còn có một vài loài ở Nam Mỹ. Phần lớn các loài trong họ Cistaceae là các cây bụi nhỏ và thấp, một vài loài là cây thân thảo. Chúng ưa thích các môi trường sống khô và nhiều nắng, đồng thời sống tốt trên các loại đất nghèo dinh dưỡng. Nhiều loài được trồng làm cây cảnh trong vườn.
Chúng thông thường có hoa màu vàng, hồng hay trắng, nói chung là tồn tại trong thời gian không lâu (nên mới có tên gọi là bán nhật hoa, nghĩa là hoa nửa ngày). Các hoa lưỡng tính, mọc đơn độc hay thành cụm dạng xim; nói chung có 5 (đôi khi 3) cánh hoa (ví dụ chi Lechea). Các cánh hoa rời, thông thường xoăn khi ở dạng chồi, và đôi khi trong các hoa đã nở (như ở Cistus incanus). Chúng có 5 lá đài, trong đó 3 lá đài bên trong rộng hơn còn 2 lá đài bên ngoài hẹp và đôi khi được xem như là các lá bắc nhỏ. Sự sắp xếp lá đài như vậy là đặc trưng điển hình của họ này.
Nhị hoa nhiều, với chiều dài không cố định và tạo thành một đĩa với các chỉ nhị rời. Bầu nhụy thượng, thường với 3 lá noãn; sinh thực giá noãn ở thành vách với 2 (hoặc nhiều hơn) noãn trên mỗi thực giá noãn. Quả là dạng quả nang, thường có 5 (10) mảnh vỏ (3 ở chi Helianthemum). Các hạt nhỏ, với lớp vỏ cứng không thấm nước, nặng khoảng 1 mg.

## Các chi
- Cistus L.: Nham mân khôi, hồng đá
- Fumana (Dunal) Spach
- X Halimiocistus Janch.:
- Halimium (Dunal) Spach (bao gồm cả Crocanthemum): Bán nhật hoa châu Âu
- Helianthemum Mill. (bao gồm cả Atlanthemum): Bán nhật hoa
- Hudsonia L.
- Lechea L.
- Tuberaria (Dunal) Spach (bao gồm cả Therocistus)

## Sinh thái
Khả năng của họ Cistaceae trong việc phát triển tốt trong nhiều môi trường sống ven Địa Trung Hải tuân theo 2 tính chất sinh thái học quan trọng: khả năng cộng sinh với nấm và khả năng phục hồi nhanh sau cháy rừng.
Phần lớn các loài trong họ Cistaceae có khả năng cộng sinh với nấm rễ của chi Tuber. Trong quan hệ này, nấm bổ sung cho hệ rễ trong nhiệm vụ hấp thụ nước và khoáng chất từ đất, và vì thế cho phép cây chủ sinh sống tốt trên đất nghèo dinh dưỡng. Ngoài ra, một khả năng đáng lưu ý của T. melanosporum là việc nó có thể giết chết mọi loại thực vật khác, ngoại trừ cây chủ, trong phạm vi mà hệ sợi của nó vươn tới, và vì thế tạo cho cây chủ của nó một dạng "đặc quyền" trong vùng đất cận kề .
Cistaceae cũng có sự thích ứng tối ưu với cháy rừng. Chúng gieo rắc hạt vào đất trong thời kỳ phát triển, nhưng các hạt này không nảy mầm trong mùa sau. Lớp vỏ cứng, không thấm nước làm cho các hạt ở trạng thái ngủ trong một khoảng thời gian dài. Với kích thước nhỏ, chúng có thể tạo thành một lớp hạt dày nằm sâu dưới mặt đất. Khi lửa cháy làm thảm thực vật bề mặt bị tiêu hủy, lớp vỏ của các hạt này cũng bị mềm đi hay tách ra do nhiệt, và các hạt còn sống sót sẽ nảy mầm rất nhanh sau khi cháy. Cơ chế này cho phép các loài của họ Cistaceae sinh ra một lượng lớn các cây non đồng thời vào đúng thời điểm, và vì vậy chiếm ưu thế quan trọng so với các loài thực vật khác trong quá trình tái phổ biến tại khu vực.

## Gieo trồng, sử dụng
Các chi Cistus, Halimium và Helianthemum được trồng khá rộng rãi làm cây cảnh. Các yêu cầu về đất của chúng là khá khiêm tốn, và khả năng chịu lạnh tốt của chúng cho phép chúng có thể sinh tồn tốt ngay cả trong điều kiện mùa đông nhiều tuyết của Bắc Âu và Anh.
Một vài loài trong chi Cistus, chủ yếu là C. ladanifer được sử dụng để sản xuất một loại nhựa thơm, có công dụng trong công nghiệp sản xuất nước hoa.
Khả năng của họ Cistaceae trong việc tạo ra quan hệ cộng sinh với nấm cục (chi Tuber) đã khơi dậy các nghiên cứu về việc sử dụng chúng làm cây chủ trong việc nuôi trồng nấm cục. Kích thước nhỏ của các cây bụi chi Cistus có thể là có triển vọng hơn, do chúng chiếm ít không gian hơn so với các dạng cây chủ khác như sồi (Quercus spp.) hay thông (Pinus spp.), và vì thế có thể dẫn tới sản lượng cao hơn trên một đơn vị diện tích. Tuy nhiên, cho tới thời điểm năm 2007 vẫn chưa có việc sử dụng ở quy mô thương mại nào theo hướng này.

## Đồng nghĩa
Các tên gọi khác cho các chi trong phạm vi họ Cistaceae cũng được định nghĩa trong các ấn phẩm khác nhau, như trong IPNI (2004), nhưng các thành viên trong các chi này chỉ là từ đồng nghĩa của các loài trong 8 chi đã được công nhận nhờ các nghiên cứu sau này. Các danh pháp đó bao gồm:
- Anthelis, Aphananthemum, Atlanthemum, Crocanthemum, Fumanopsis, Gaura, Helianthemon, Hemiptelea, Heteromeris, Horanthes, Horanthus, Ladanium, Ladanum, Lecheoides, Lechidium, Ledonia, Libanotis, Planera, Platonia, Pomelina, Psistina, Psistus, Rhodax, Rhodocistus, Stegitris, Stephanocarpus, Strobon, Taeniostema, Therocistus, Trichasterophyllum, Xolantha, Xolanthes.

## Biểu tượng
Trong ngôn ngữ hoa thời kỳ Victoria ở Anh, nhựa gôm của các loài trong họ Cistaceae là biểu tượng cho cái chết sắp xảy ra. Một cách văn vẻ thì nó nghĩa là "Tôi sẽ chết vào ngày mai".